# Lijst van voetbalinterlands Amerikaans-Samoa - Papoea-Nieuw-Guinea (vrouwen)
Deze lijst van voetbalinterlands is een overzicht van alle officiële voetbalinterlands tussen de nationale vrouwenteams van Amerikaans-Samoa en Papoea-Nieuw-Guinea. De landen hebben tot nu toe vijf keer tegen elkaar gespeeld.

## Wedstrijden
| № | Plaats   | Datum            | Competitie                          | Wedstrijd                              | Uitslag |
| - | -------- | ---------------- | ----------------------------------- | -------------------------------------- | ------- |
| 1 | Auckland | 13 oktober 1998  | Oceanisch kampioenschap 1998        | Papoea-Nieuw-Guinea − Amerikaans-Samoa | 9 − 0   |
| 2 | Apia     | 25 augustus 2007 | Olympische Spelen 2008 kwalificatie | Papoea-Nieuw-Guinea − Amerikaans-Samoa | 6 − 0   |
| 3 | Nouméa   | 29 augustus 2011 | Vriendschappelijk                   | Papoea-Nieuw-Guinea − Amerikaans-Samoa | 8 − 0   |
| 4 | Honiara  | 17 november 2023 | Pacifische Spelen 2023              | Papoea-Nieuw-Guinea − Amerikaans-Samoa | 9 − 0   |
| 5 | Apia     | 13 februari 2024 | Olympische Spelen 2024 kwalificatie | Papoea-Nieuw-Guinea − Amerikaans-Samoa | 9 − 0   |

## Samenvatting
| Competitie                     | Totaal gespeeld | Winst Amerikaans-Samoa | Gelijk | Winst Papoea-Nieuw-Guinea | Doelsaldo Amerikaans-Samoa – Papoea-Nieuw-Guinea |
| ------------------------------ | --------------- | ---------------------- | ------ | ------------------------- | ------------------------------------------------ |
| Olympische Spelen kwalificatie | 2               | 0                      | 0      | 2                         | 0 − 15                                           |
| Oceanisch kampioenschap        | 1               | 0                      | 0      | 1                         | 0 − 9                                            |
| Pacifische Spelen              | 1               | 0                      | 0      | 1                         | 0 − 9                                            |
| Vriendschappelijk              | 1               | 0                      | 0      | 1                         | 0 − 8                                            |
| Totaal                         | 5               | 0                      | 0      | 5                         | 0 − 41                                           |